# Jembulwunut
Jembulwunut is een bestuurslaag in het regentschap Pati van de provincie Midden-Java, Indonesië. Jembulwunut telt 2221 inwoners (volkstelling 2010).